# Vincenzo Crescini
Vincenzo Crescini  (* 10. August 1857 in Padua; † 2. Juni 1932 ebenda) war ein italienischer Romanist und Provenzalist.

## Leben und Werk
Crescini studierte in Padua bei Ugo Angelo Canello und promovierte 1879 ebenda mit der Arbeit Orlando nella Chanson de Roland e nei poemi del Boiardo e dell'Ariosto, pubblicata l'anno successivo nel Propugnatore (Bologna 1880). Nach einem weiteren Studienaufenthalt bei Graziadio Ascoli und Pio Rajna in Mailand wurde er 1882 habilitiert und lehrte kurze Zeit an der Universität Genua (wo Ernesto Giacomo Parodi sein Schüler war). Der frühe Tod seines Lehrers Canello führte 1883 zur Berufung nach Padua, zuerst als außerordentlicher, von 1891 bis 1927 als ordentlicher Professor für romanische Philologie (Nachfolger: Ramiro Ortiz).
Crescini war ab 1921 Mitglied der Accademia Nazionale dei Lincei.

## Weitere Werke
- Contributo agli studi sul Boccaccio, Turin 1887
- (Hrsg.) Il Cantare di Fiorio e Biancifiore, 2 Bde., Bologna 1889–1899
- Per gli studi romanzi. Saggi ed appunti, Padua 1892
- Manualetto provenzale per uso degli alunni delle Facoltà di lettere. Introduzione grammaticale, crestomazia, glossario, Verona 1892–1894, 1905
- (Hrsg. mit Venanzio Todesco) La versione catalana della Inchiesta del San Graal secondo il codice dell' Ambrosiana di Milano I. 79 sup., Barcelona 1917
- (Hrsg.) Nuovi Studi Medievali 1-3, 1923–1927 (Nachdruck: Bologna 1991)
- Manuale per l'avviamento agli studi provenzali. Introduzione grammaticale, crestomazia e glossario, Mailand 1926, Rom 1988
- (Hrsg.) Provenza e Italia, Florenz 1930
- Romànica fragmenta. Scritti scelti, Turin 1932 (mit Schriftenverzeichnis)